# Régiment de Berchény hussards
Pour les articles homonymes, voir régiment du Roi.
Le régiment de Berchény hussards est un régiment de cavalerie du royaume de France créé en 1719.

## Création et différentes dénominations
- 1er mars 1719 : création du régiment de Berchény hussards
- 30 octobre 1756 : renforcé par incorporation d’une partie des régiments de hussards de Linden, Beausobre et Ferrary
- 2 mai 1758 : renforcé par incorporation d’une partie du régiment de Polleretzky hussards
- 1775 : renforcé par incorporation d’un escadron du régiment Royal-Nassau hussards
- 1er janvier 1791 : renommé 1er régiment de hussards
- 30 mai 1792 : reconstitué par incorporation du régiment de cavalerie légère du Calvados
- 1814 : renommé régiment des hussards du Roi
- 1815 : renommé 1er régiment de hussards
- 1815 : licencié

## Équipement

### Étendards
4 étendards « de ſoye rouge en pointes fendus par le bas, & trois fleurs de lys brodées, & frangez d’or ».

### Habillement
« Habit ou peliſſe bleu, doublure rouge, petits boutons d’étaim ronds, culoite bleue, bonnet rouge garni de peau d’ourſon, manteau rouge, & brandebourgs de laine blanche, le ſurplus comme au Regiment de Rattky, Hussard ; l’équipage du cheval rouge, avec fleur de lys blanches, bordé de blanc »
|  |  |  |  |

|  |  |  |  |

|  |  |  |  |

|  |

## Historique

### Mestres de camp-lieutenants et colonels

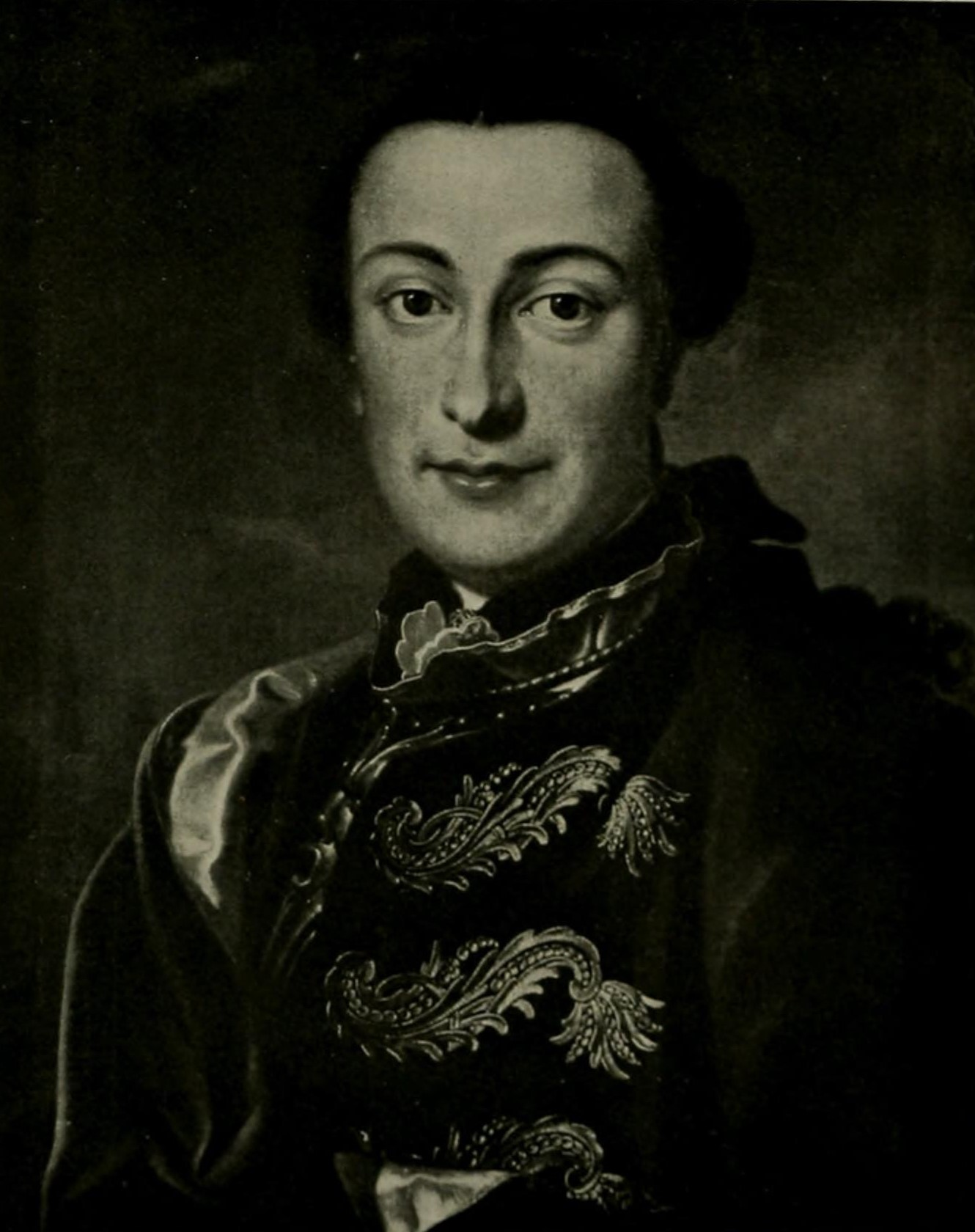
Ladislas Berchény

- 12 juin 1720 : Ladislas Ignace, comte Berchény, baron libre de Szekès, magnat de Hongrie 20 février 1734, maréchal de camp le 1er mars 1738, lieutenant général des armées du roi le 2 mai 1744, maréchal de France le 15 mars 1758, † 9 janvier 1778
- 1751 : Nicolas François, comte de Berchény, baron libre de Szekès, Magnat de Hongrie
- 2 mars 1762 : François Antoine, comte de Berchény, baron libre de Szekès, Magnat de Hongrie
- 25 juillet 1784 : N., comte de Berchény, baron libre de Szekès, Magnat de Hongrie
- 10 mars 1788 : Henri Roland Lancelot, marquis de Turpin de Crissé, † 1800
- 25 juillet 1791 : Philippe Jacques Georger
- 16 mai 1792 : Henri Christian Stengel
- 24 octobre 1792 : Joseph Armand Nordman
- 30 mai 1793 : Philippe Glad
- 23 septembre 1795 : Louis Jean Charles Bougon-Duclos
- 1er mai 1796 : Antoine Henri de Carowé
- 16 septembre 1796 : Joseph Picard, général de brigade le 26 février 1803, † 20 janvier 1826
- 26 février 1803 : Philippe Augustin Rouvillois
- 6 janvier 1807 : Jacques Begougne de Juniac, † 6 avril 1841
- 1er septembre 1810 : Antoine François Eugène Merlin
- 17 juillet 1813 : N. Clary
- 11 mai 1814 : Nicolas Charles Victor, comte Oudinot, † 1863
- 30 mars 1815 : N. Clary

### Campagnes et batailles

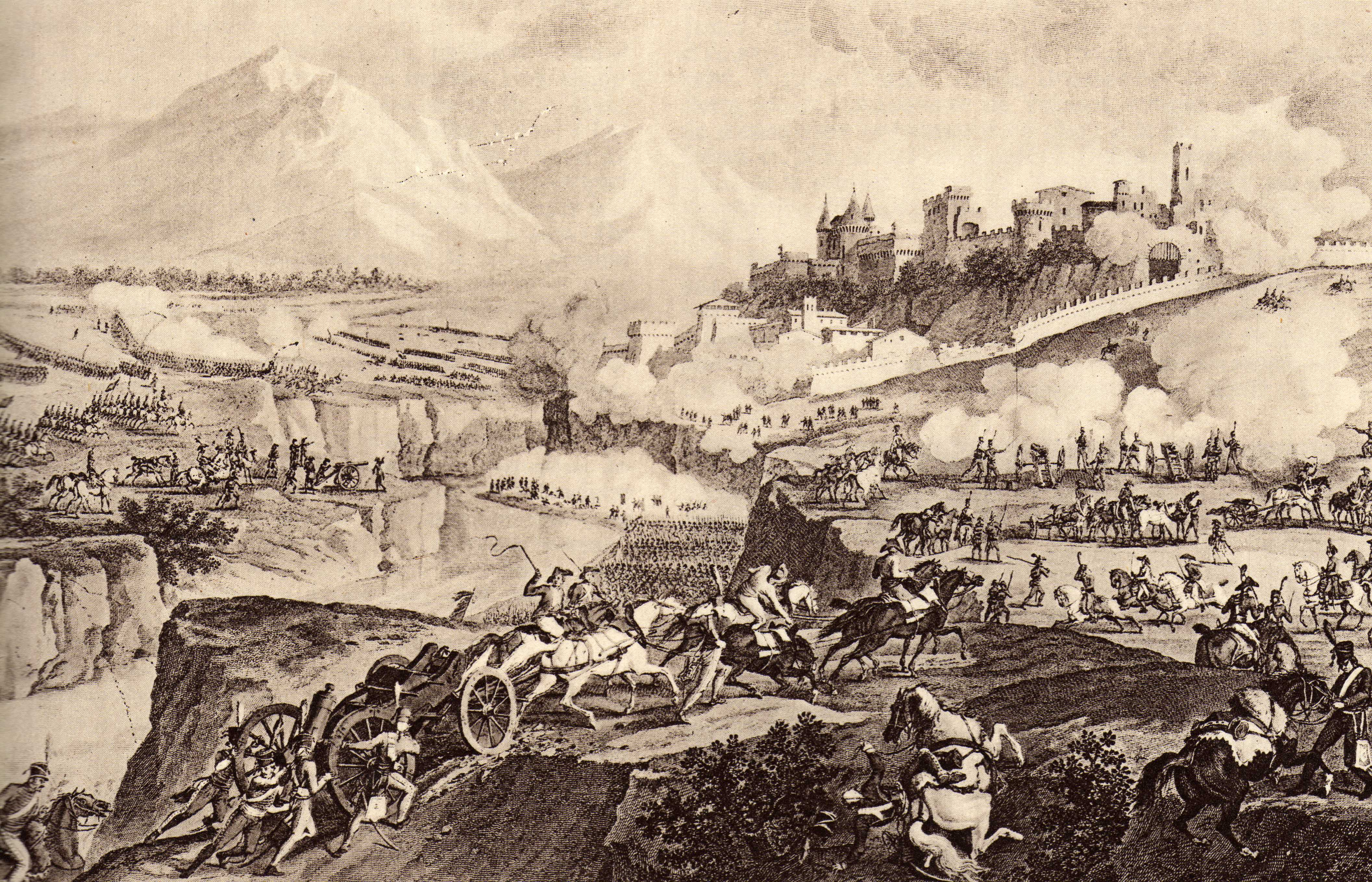
Bataille de Roveredo, gravure du XIXe siècle.

En 1720, le comte de Bercheny lève en Turquie, parmi les émigrés hongrois, un régiment de « houzards ». C'est le plus ancien régiment de hussards français encore en activité. La même année, le régiment, qui n'a pas encore reçu ses chevaux, est utilisé pour former le cordon sanitaire dans les Cévennes et à Cette, afin de contrer l'épidémie de peste de Marseille. En 1728, il comprend quatre escadrons à deux compagnies, et compte 50 officiers et 800 sous-officiers et houzards. Il se définit ainsi : « éclaireur de l'armée, placé à l'avant et à l'arrière-garde, il escortait les convois, partait en tirailleur, était préféré aux autres pour son coup de main… ».
Entre 1733 et 1736, les hussards de Bercheny font leurs premières armes au cours de la guerre de Succession de Pologne : ils participent aux siège de Kehl, Ettingen, Philippsburg, ainsi qu'au combat de Klausen. Entre 1741 et 1748, il prend part à la guerre de Succession d'Autriche où, opposé à ses homologues hussards austro-hongrois, il prend le dessus à chaque fois. Il se distingue notamment au siège de Prague, à la bataille de Dettingen, à la campagne d'Alsace en 1744, au passage du Rhin de l'armée de Conti, aux batailles de Raucoux et de Lauffeld. Entre 1756 et 1763, au cours de la guerre de Sept Ans, le régiment se voit confier pour missions d'éclairer les avants et les flancs des armées, de couvrir les arrières et d'opérer des coups de main.

### Quartiers
- Saralbe[1]